# Норт Тонавонда (Њујорк)
Норт Тонавонда (енгл. North Tonawanda) град је у америчкој савезној држави Њујорк. По попису становништва из 2010. у њему је живело 31.568 становника.

## Демографија
Према попису становништва из 2010. у граду је живело 31.568 становника, што је 1.694 (5,1%) становника мање него 2000. године.
| Група             | 2000.          | 2010.          |
| Белци             | 32.294 (97,1%) | 30.082 (95,3%) |
| Афроамериканци    | 98 (0,3%)      | 253 (0,8%)     |
| Азијати           | 177 (0,5%)     | 233 (0,7%)     |
| Хиспаноамериканци | 362 (1,1%)     | 534 (1,7%)     |
| Укупно            | 33.262         | 31.568         |